# Yang Xu
Yang Xu (chinesisch 杨旭, Pinyin Yáng Xù) (* 12. Februar 1987 in Dalian) ist ein chinesischer Fußballspieler, der seit 2013 bei Shandong Luneng Taishan spielt.

## Karriere

### Verein
Yang Xu spielte in der Jugend von Harbin Yiteng FC und Liaoning Hongyun, ehe er im Jahr 2005 in die Profimannschaft von Liaoning kam. Am 16. April absolvierte er bei der 0:1-Niederlage gegen Shanghai Shenhua sein Profidebüt. Trotz der Niederlage bekam Xu aufgrund seiner überzeugenden Leistung im nächsten Spiel gegen Wuhan Optics Valley FC eine weitere Einsatzchance, doch auch dieses Spiel ging mit 0:1 verloren. In den folgenden Spielen kam seine Mannschaft immer besser in die Saison und Yang Xu erzielte am 15. Mai beim 3:1-Sieg über Shenzhen Ruby sein erstes Saisontor. Am Ende der Saison 2005, konnte er in elf Spielen drei Tore vorweisen und beendete die Spielzeit mit Liaoning auf dem zehnten Tabellenplatz.
In der folgenden Saison war bei Xu eine positive Entwicklung sichtbar und er konnte seine Einsatzzeiten auf insgesamt 20 Spiele steigern, allerdings wurde er überwiegend als Einwechselspieler eingesetzt. Nachdem er im Jahr 2007 torlos geblieben ist, versuchte er in der Saison 2008 weiterhin sich in der Mannschaft zu etablieren, jedoch erzielte er nur drei Tore und am Ende stieg Liaoning in die China League One ab. Trotz des Abstieges blieb er seinem Verein treu und bekam den lang ersehnten Platz in der Sturmspitze. Dort wusste er auch zu überzeugen, Yang Xu erzielte in 22 Spielen insgesamt 15 Tore, belegte damit den zweiten Platz in der Torjägerliste und schaffte mit Liaoning den direkten Wiederaufstieg.
In den folgenden Spielzeiten gehörte er weiterhin der Stammformation an und erzielte von 2009 bis 2012 insgesamt 26 Ligatreffer. Am 27. Februar 2013 verließ er Liaoning Hongyun und unterschrieb einen Vertrag bei Shandong Luneng Taishan. In der Saison 2014 war er zeitweise an Changchun Yatai ausgeliehen.

### Nationalmannschaft
Nach einem beeindruckenden Saisonstart im Jahr 2009 wurde Yang Xu in den Kader der chinesischen Nationalmannschaft berufen, wo er zunächst in einigen Freundschaftsspielen auflief. Am 17. Januar 2010 absolvierte er im Rahmen der Qualifikation für die Fußball-Asienmeisterschaft 2011 gegen Vietnam sein Pflichtspieldebüt und erzielte den 1:0-Führungstreffer. Im Freundschaftsspiel am 29. März 2011 gegen Honduras traf er doppelt, knapp vier Monate später erzielte er im Qualifikationsspiel für die Fußball-Weltmeisterschaft 2014 gegen Laos einen Hattrick.

## Titel und Erfolge
Liaoning Hongyun
- China League One: 2009

Nationalmannschaft
- U-16-Fußball-Asienmeisterschaft: 2004
- Fußball-Ostasienmeisterschaft 2010